# Roger Madruga
Roger Madruga (Rio de Janeiro, 1964) é um nadador brasileiro, irmão mais novo de Djan Madruga.

## Trajetória esportiva
Nos Jogos Pan-Americanos de 1979 em San Juan, Roger terminou em 12º lugar nos 400 metros medley, 16º nos 400 metros livre e 16º nos 1500 metros livre.
Participou do Campeonato Mundial de Esportes Aquáticos de 1982 em Guayaquil, onde ficou em oitavo lugar na final dos 400 metros medley, e 17º nos 1500 metros livre. As condições foram adversas no Equador; Ricardo Prado deu uma declaração a um jornal brasileiro contando a situação: "O hotel onde nos hospedamos não era bom. Ele ficava em frente à rodoviária de Guayaquil. Eu consegui chegar à final dos 200 metros medley, mas eu fiquei fraco porque a comida era terrível, e depois não consegui mais bons resultados na competição". Prado desembarcou no Brasil com o ouro no pescoço e uma grande micose na barriga. Djan Madruga teve pior sorte: ele contraiu febre tifoide.
Na Universíada de Verão de 1983 em Edmonton, Roger terminou em sexto lugar nos 400 metros medley.
Nos Jogos Pan-Americanos de 1983 em Caracas, terminou em quinto lugar nos 400 metros medley, e oitavo lugar nos 1500 metros livre.
Nos Estados Unidos, Roger Madruga foi campeão da Big Ten Conference em 1982 (400 metros medley - 3m57s27) e em 1983 (400 metros medley - 3m55s34).